# Windows Explorer
 Windows Explorer  o  Explorador de Windows  és el gestor de fitxers oficial del Sistema Operatiu Microsoft Windows. Va ser inclòs des de Windows 95 fins a les més recents versions de Windows. És un component principal d'aquest sistema operatiu, permet administrar l'equip, crear fitxers i crear carpetes.

## Formes d'obrir el Windows Explorer
- Inici, Programes, Accessoris, Windows Explorer
- Clic dret sobre Equip (El meu ordinador) - Clic a Explorar
- Pressionar les tecles  Windows + E
- Doble clic sobre El meu ordinador (Equip)
- Inici, Executar, Escriure "explorer" i "enter".

## Descripció
Windows Explorer es va incloure per primera vegada en Windows 95 com un reemplaçament per al gestor de fitxers Windows 3.x. És possible accedir a aquest des de la icona a l'escriptori "El meu ordinador" (substituït des de Windows Vista, d'ara endavant, com "Equip") o des del Menú inici. Existeix també una combinació de tecles d'accés directe, com tecla  Windows+E.

## Història
L'explorador de Windows va aparèixer en Windows 95 com a reemplaçament del vell gestor de fitxers de Windows 3.x. Al llarg de la història de Windows, es van afegir o van llevar característiques, mentre que el "explorador de Windows" és un terme usat el més comunament possible per descriure aquest aspecte del sistema operatiu, el procés de l'explorador també conté la funcionalitat i el tipus associacions (basades en extensions del nom de fitxer), i és responsable d'exhibir les icones corresponents, el menú inici, la barra de tasques, i el tauler de control.

## Funcions
- Mode de gestió espacial, això significa que cada carpeta s'obriria en una finestra separada. Les grandàries i les opinions es fixen automàticament segons el contingut de la carpeta novament oberta. Per exemple, una carpeta amb dos fitxers s'obre amb una finestra més petita que el d'una carpeta amb deu fitxers. A més, quan hi ha centenars de fitxers en una carpeta, la carpeta exhibiria automàticament la manera de "llista".

- Amb Windows 98, part del codi de Internet Explorer, va ser afegit a l'Explorador; com la barra d'adreces per veure pàgines web, amb el temps es va demostrar tenir vulnerabilitats a causa de ActiveX, i aquestes van ser lleument corregides amb la introducció de Windows XP[3]

- Barra de tasques en lloc de l'arbre de carpetes, amb accions comunes relatives a la carpeta o fitxer seleccionat; secció altres llocs, com ara "MI PC", "Tauler de control", i "Els meus documents". Aquests també canvien depenent de quina carpeta es tracta, però no es pot definir accessos a altres carpetes; Altres (mida i data del fitxer, tipus, autor, dimensions de la imatge, i altres detalls).

- Previsualització de imatges, amb suport de Exif i enviament de correus electrònics.

- Allotjament de fitxers en web, no obstant, l'únic servidor és MSN, pel que aquesta característica és rares vegades usada.

- Capacitat nativa per gravar CD (només disponible en Windows XP Professional i Windows Vista x32 i x64).

## Explorer
Mode de gestió espacial, això significa que cada carpeta s'obriria en una finestra separada. Les grandàries i les opinions es fixen automàticament segons el contingut de la carpeta novament oberta. Per exemple, una carpeta amb dos fitxers s'obre amb una finestra més petita que el d'una carpeta amb deu fitxers. A més, quan hi ha centenars de fitxers en una carpeta, la carpeta exhibiria automàticament la manera de "llista".

## Windows Explorer de Windows Vista
El Windows Explorer inclou canvis significatius com ara filtració millorada, classificar, agrupar i apilar. Combinat amb recerca d'escriptori integrada, l'explorador de Windows permet que els usuaris trobin i que organitzin els seus fitxers de noves maneres, a la part inferior, es va afegir el "Panell detalls" en què es permet afegir, canviar o modificar la informació de fitxers com imatges, música, vídeos i documents.

## Disseny i icones
El Windows Explorer de Windows Vista, Windows Server 2008 i Windows 7, introduïren un disseny innovador. Els panells de tasques de Windows XP i altres versions anteriors van ser substituïts per una barra d'eines a la part superior de la finestra. Es van incorporar 7 diferents punts de vista per als fitxers i carpetes:
- Contingut
- Mosaics
- Llista
- Detalls
- Icones mitjans
- Icones grans
- Icones extra grans

La barra d'adreces va canviar totalment per facilitar la navegació en el Windows Explorer. Es va eliminar l'antiga jerarquia (C:\Documents and settings\usuari\Escriptori\Windows) canviant únicament perquè mostrés la carpeta on està actualment (> Windows). Per tornar a més d'una carpeta anterior, n'hi ha prou amb donar clic a la carpeta marcada, per exemple, si volem tornar a la carpeta "Windows" donarem clic en aquesta carpeta: (> Windows> Windows Vista> Escriptori).
A més d'això, ja no apareixerà el nom de la carpeta a la barra de títols com anteriorment succeïa, el nom de la carpeta estarà en la barra d'adreces.

## Altres canvis
Amb el nou Windows Explorer és més fàcil i senzill desfer canvis inesperats, com ara suprimir un fitxer per accident o moure'l a algun lloc equivocat. Ara, en moure o copiar un fitxer a una carpeta amb un fitxer d'igual nom, ens permet triar entre tres opcions:
- Copiar i reemplaçar
- Cancel·lar la còpia
- Moure, però conservar ambdós fitxers

Això anteriorment no era possible, ja que només existien 2 opcions, Copiar i reemplaçar o Detenir la còpia.
Un canvi molt important és la manera d'informar sobre errors als usuaris, per exemple, si algun programa sofreix alguna falla, Windows Explorer ens mostra diverses opcions:
- Esperar que el programa respongui
- Reiniciar el programa
- Finalitzar el programa

A més d'això, és possible canviar el nom fitxers sense danyar la seva extensió, ja que, se selecciona únicament el nom de fitxer (en cas que les extensions estiguin activades), per exemple, si volem canviar el nom: "Nou document.txt" Windows seleccionarà únicament el text "Nou document", deixant lliure l'extensió ".txt"